# Benzi LED
Benzile LED reprezintă soluțiile de iluminat bazate pe tehnologia LED, un iluminat care are ca scop reducerea consumului energetic. Benzile LED sunt corpuri de iluminat formate dintr-o serie de leduri, care împreună formează un șir. Acestea sunt folosite pentru marcarea unor zone, ca de exemplu parcările.